# الکساندرا حنظل
الکساندرا صوفیا حَنظَل (متولد ۱۹۷۵) هنرمند، فیلم‌ساز و مقاله‌نویس فلسطینی است.
حنظل از سال ۲۰۰۴ در اروپا اقامت داشته و همچنان دوره‌های طولانی را در فلسطین سپری می‌کند.
او پس از گذراندن ده سال در لندن، برای مدتی به آمستردام، هلند نقل مکان کرد و سپس همراه خانواده خود در برلین، آلمان مستقر شد. در برلین، حنظل استودیوی هنری خود را تأسیس کرده است.

## زندگی‌نامه
به دلیل آوارگی خانواده‌اش از فلسطین، الکساندرا حنظل در کشورهای مختلفی زندگی کرده است. خانواده او بیت‌لحمی از فلسطین هستند. حنظل در سال ۱۹۷۵ و در زمان دیکتاتوری ژان‌کلود دووالیه در پورتو پرنس، هاییتی به دنیا آمد. خانواده او نهایتاً به سانتو دومینگو، جمهوری دومینیکن نقل مکان کردند، جایی که حنظل دوران نوجوانی خود را در آن سپری کرد.
او هنر را در دانشگاه بوستون دنبال کرد و در سال ۱۹۹۷ موفق به دریافت مدرک کارشناسی هنرهای زیبا در رشته نقاشی و یک زیرشاخه در تاریخ هنر شد. سپس در سال ۲۰۰۱، مدرک کارشناسی ارشد هنرهای استودیویی را از دانشگاه نیویورک اخذ کرد.
در سال ۲۰۰۴، حنظل موفق به دریافت «جایزه دانشجویی تحقیقاتی دانشگاه هنرهای لندن» شد و تحصیل در مقطع دکترای عملی-نظری خود را در این دانشگاه آغاز کرد. او در سال ۲۰۱۱ با موفقیت از این مقطع فارغ‌التحصیل شد.
در طول تحصیلات تکمیلی خود، او عضو مرکز تحقیقاتی TrAIN (هنر فراملی، هویت و ملت) بود.

## آثار هنری
حنظل اولین نمایشگاه انفرادی موزه‌ای خود را تحت عنوان جریان حافظه مانند جزر و مد در غروب در موزه هنر معاصر، روسکیلده، دانمارک (سپتامبر تا دسامبر ۲۰۱۶) برگزار کرد.
او در این نمایشگاه، آثار جدیدی را در کنار مجموعه‌ای از آثار پیشین خود به نمایش گذاشت و بر موضوعاتی مرتبط با از دست دادن جمعی تمرکز کرد. در سال ۲۰۰۷، حنظل پژوهش‌های میدانی شفاهی تاریخی خود را آغاز کرد و با پناهندگان و تبعیدیان فلسطینی از بیت‌المقدس غربی به گفت‌وگو پرداخت.
در این نمایشگاه، حنظل آوارگی را به‌عنوان «یک واقعیت ثابت در [خانواده‌اش]» طی سه نسل توصیف کرد.
با گذر زمان، او از احساس همیشگی «بیگانه بودن» در هر مکانی که پا می‌گذاشت، به این باور رسید که نداشتن تعلق به یک کشور خاص، به او امکان برقراری ارتباط عمیق با کشورهای متعدد را می‌دهد. او این کشورها را هم با نگاهی ژرف از دیدگاه یک مقیم و هم با عینیت یک بیگانه مشاهده می‌کرد.
حنظل به‌مرور واژه «بیگانه» را به‌عنوان بخشی از هویت خود پذیرفت. او همچنین دریافت که مفاهیم «خودی» و «بیگانه» در حقیقت تجلی ساختارهای قدرت هستند. به گفته حنظل، این فهم به او کمک کرد تا به عرصه‌ای فرهنگی جدید دست یابد که تمامی ابعاد وجود او را دربر می‌گیرد.
در میان آثار به نمایش درآمده در موزه، پروژه عظیم و در حال اجرای حنظل با عنوان مشاوران املاک خانه‌های رؤیایی (Dream Homes Property Consultants یا DHPC) قرار داشت. این پروژه فهرستی از خانه‌های به سبک عربی را نمایش می‌دهد که فلسطینیان در سال ۱۹۴۸ از آنجا آواره شدند. هر فهرست شامل اطلاعات زیست‌نامه‌ای از خانواده‌ای است که زمانی در آنجا زندگی می‌کردند، به همراه دیگر انیمیشن‌ها و اشیاء مرتبط.
این اثر تعاملی مستند وب از سال ۲۰۰۷ در دست تولید است. پروژه DHPC در سال ۲۰۱۳ برای نخستین بار در جشنواره بین‌المللی آزمایشگاه مستند آمستردام به نمایش درآمد و افتتاحیه بین‌المللی خود را در آن جشن گرفت.
این پروژه در جشنواره‌های متعددی از جمله مستند تجربه کاربری UXdoc, کنفرانس بین‌المللی مستند مونترال (۲۰۱۴)، جشنواره بین‌رشته‌ای تحولات در مرکز علوم کوپرنیک در ورشو، و همچنین نمایش فیلم و برگزاری پنل گفت‌وگو با موضوع فلسطین در هنر مدرن آکسفورد برای هفته آپارتاید اسرائیل (۲۰۱۵) و جشنواره پس از آسمان آخر در برلین (۲۰۱۶) حضور داشت.
پروژه مشاوران املاک خانه‌های رؤیایی در سال ۲۰۱۴ جایزه طلایی انتخاب مردم لومِن(بریتانیا) را دریافت کرد، جایزه دوم بنیاد گل‌های آزادی را در سال ۲۰۱۵ (سوئیس) کسب کرد، و به فهرست نهایی جایزه آرت‌رِیکر در سال ۲۰۱۳ (بریتانیا) راه یافت.
این پروژه به‌عنوان اولین مستند وب تعاملی مستقل که توسط یک هنرمند-فیلم‌ساز از منطقه منا (خاورمیانه و شمال آفریقا) تولید شده است، شناخته می‌شود. از سال ۲۰۱۴، DHPC یکی از ۲۰ مستند وب پرمخاطب در پایگاه مستند باز مؤسسه فناوری ماساچوست بوده است که تأثیر فناوری بر مستندسازی را بررسی می‌کند.
یکی دیگر از آثاری که بخشی از نمایشگاه انفرادی حنظل بود، فیلم کوتاه تجربی او با عنوان از دفترچه‌های تخت‌خواب و صبحانه بود. این اثر برای نمایشگاه چهره‌های جدید ۲۰۰۹ انتخاب شد – یک نمایشگاه داوری با ارائه آزاد که از سال ۱۹۴۹ هر ساله برگزار می‌شود و آثاری از استعدادهای نوظهور مدارس هنری بریتانیا را به نمایش می‌گذارد.
مجله استودیو اینترنشنال این فیلم را به‌عنوان اثری با تعهد سیاسی آرام و قدرتمند توصیف کرد، در حالی که رئیس بلومبرگ چهره‌های جدید، ساشا کراداک، آن را شاعرانه و لطیف خواند.
حنظل در گاردین به‌عنوان یکی از چند نام قابل توجه معرفی شد. انتخاب‌کنندگان آثار در سال ۲۰۰۹ شامل: جان استزاکر، الن گالاگر، سکسیا الد ولبرس و ولفگانگ تیلمانز بودند.